# باکس هیل (ویکتوریا)
باکس هیل (به انگلیسی: Box Hill) یک منطقهٔ مسکونی در استرالیا است که در ویکتوریا (استرالیا) واقع شده‌است.